# Apodeminis
Els apodeminis (Apodemini) són una tribu de rosegadors de la subfamília dels murins. Aquest grup fou descrit en un primer moment per Zahorodniuk el 2001 sense complir tots els requisits. El 2008, Lecompte et al. el tornaren a descriure, aquesta vegada de manera correcta. La relació entre els gèneres Apodemus i Tokudaia es basa en caràcters dentals que posteriorment foren corroborats per dades moleculars.